# ۲سی-بی فلای
۲سی-بی فلای (به انگلیسی: 2C-B-FLY) با فرمول شیمیایی C۱۲H۱۴BrNO۲ یک ترکیب شیمیایی با شناسه پاب‌کم ۱۰۲۶۵۸۷۳ است. که جرم مولی آن ۲۸۴٫۱۵ g/mol می‌باشد.